# Suguru Osako
Suguru Osako, född 23 maj 1991, är en japansk långdistanslöpare.
Osako tävlade i två grenar för Japan vid olympiska sommarspelen 2016 i Rio de Janeiro. Han slutade på 17:e plats på 10 000 meter och blev utslagen i försöksheatet på 5 000 meter.